# Wrecking Crew
Wrecring Crew (укр. Аварійна бригада)— відеогра, розроблена і опублікована японською компанією Nintendo. Розроблена Йосіо Сакамото, вона вперше була випущена як аркадна відеогра для Nintendo VS. System у 1984 році під назвою Vs. Wrecking Crew з одночасним режимом для двох гравців. Вона була випущена як однокористувацька гра для консолі Family Computer (Famicom) у 1985 році та для Nintendo Entertainment System (NES) пізніше того ж року. Продовження, Wrecking Crew, було випущено в Японії в 1998 році для Super Famicom.